# 加利福尼亞州佛雷斯諾聖殿
加利福尼亞佛雷斯諾聖殿（Fresno California Temple）是耶穌基督後期聖徒教會的第78座聖殿。佛雷斯諾聖殿動工於1999年3月，在奉獻之前曾對外開放，在此期間有53,000人參觀了佛雷斯諾聖殿。2000年4月9日，佛雷斯諾聖殿舉行了奉獻儀式。加利福尼亞佛雷斯諾聖殿的面積為10,700平方英尺（990平方）。

## 外部連結
- 维基共享资源上的相關多媒體資源：加利福尼亞州佛雷斯諾聖殿
- Official Fresno California Temple page（页面存档备份，存于）
- Fresno California Temple page